# Футю (Токио)
Футю́ (яп. 府中市 Футю:-си) — город в Японии, находящийся в префектуре Токио. Площадь города составляет 29,34 км², население — 262 932 человека (1 октября 2020), плотность населения — 8961,55 чел./км².

## Географическое положение
Город расположен на острове Хонсю в префектуре Токио региона Канто. С ним граничат города Тёфу, Коганеи, Кокубундзи, Кунитати, Хино, Тама, Инаги.

## Население
Население города составляет 262 932 человека (1 октября 2020), а плотность — 8961,55 чел./км². Изменение численности населения с 1980 по 2005 годы:
| 1980 | 192 198 чел. |  |
| 1985 | 201 972 чел. |  |
| 1990 | 209 396 чел. |  |
| 1995 | 216 211 чел. |  |
| 2000 | 226 769 чел. |  |
| 2005 | 245 623 чел. |  |

## Символика
Деревом города считается Zelkova serrata, цветком — цветок сливы японской, птицей — полевой жаворонок.

## Экономика
В Футю базируется корпорация «Кэйо Дэнтэцу Бус» (автобусные перевозки), расположены торговые центры и универмаги «Исэтан», завод «Тосиба».